# Purdieanthus splendens
Purdieanthus splendens là một loài thực vật có hoa trong họ Long đởm. Loài này được (Hook.) Cuatrec. miêu tả khoa học đầu tiên năm 1972.